# 산페드로데마코리스주

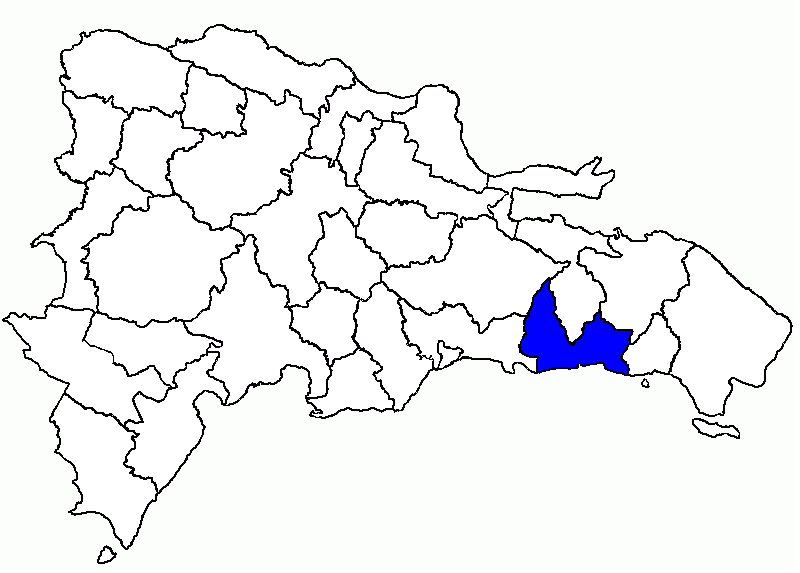
산페드로데마코리스 주의 위치

산페드로데마코리스주(스페인어: San Pedro de Macorís)는 도미니카 공화국 남동부에 위치한 주로 주도는 산페드로데마코리스이며 면적은 1,255.46km2, 인구는 392,911명(2014년 기준)이다. 1907년에 신설되었다.
북쪽으로는 아토마요르 주와 엘세이보 주, 동쪽으로는 라로마나 주, 남쪽으로는 카리브해, 서쪽으로는 산토도밍고 주, 몬테플라타 주와 접한다. 6개 지방 자치체와 2개 지구를 관할한다.